# Myszowór
Myszowór (Phascogale) – rodzaj ssaków z podrodziny niełazów (Dasyuridae) w obrębie rodziny niełazowatych (Dasyuridae).

## Występowanie
Rodzaj obejmuje gatunki występujące w Australii.

## Morfologia
Długość ciała (bez ogona) samic 9,3–22,3 cm, samców 10,5–26,1 cm, długość ogona samic 11,9–22,6 cm, samców 13,4–23,4 cm; masa ciała samic 38–212 g, samców 39–311 g.

## Systematyka
Rodzaj zdefiniował w 1824 roku holenderski zoolog Coenraad Jacob Temminck w publikacji swojego autorstwa poświęconej teriologii. Temminck wymienił dwa gatunki – Dasyurus minimus É. Geoffroy Saint-Hilaire, 1803 i Didelphis Penicillata G. Shaw, 1800 (= Vivera tapoatafa Meyer, 1793) – z których gatunkiem typowym jest (późniejsze oznaczenie) Didelphis Penicillata G. Shaw, 1800 (= Vivera tapoatafa Meyer, 1793).

### Etymologia
- Phascogale (Phascologale, Phascalogale, Phascogalea): gr. φασκολος phaskolos ‘skórzany worek, torba’; γαλεη galeē lub γαλη galē ‘łasica’[15].
- Ascogale: gr. ασκος askos ‘worek ze skóry’; γαλεη galeē lub γαλη galē ‘łasica’[16].
- Tapoa: rodzima nazwa Tapoa tafa dla myszowora pędzloogonowego opublikowana przez Johna White’a w 1790 roku[17][18]. Gatunek typowy (oznaczenie monotypowe): Dasyurus tafa White, 1803 (= Vivera tapoatafa Meyer, 1793).
- Phascoloictis:  gr. φασκολος phaskolos ‘skórzany worek, torba’[19]; ικτις iktis, ικτιδις iktidis ‘łasica’[20]. Gatunek typowy (oznaczenie monotypowe): Phascogale calura Gould, 1844.

### Podział systematyczny
Do rodzaju należą następujące gatunki:
| Grafika | Gatunek              | Autor i rok opisu  | Nazwa zwyczajowa           | Podgatunki | Rozmieszczenie geograficzne | Podstawowe wymiary (DC – długość ciała; DO – długość ogona; MC – masa ciała) | Status IUCN |
| ------- | -------------------- | ------------------ | -------------------------- | ---------- | --- | ---------------------------------------------------------------------------- | ----------- |
|         | Phascogale calurus   | Gould, 1844        | myszowór czerwonoogonowy   | monotypowy | południowo-zachodnia Australia Zachodnia                                                                                                   | DC: 9,3–12,2 cm; DO: 11,9–14,5 cm; MC: 38–68 g                               | NT          |
|         | Phascogale pirata    | O. Thomas, 1904    | myszowór krzaczastoogonowy | monotypowy | północne Terytorium Północne | DC: 15–21 cm; DO: 18–21 cm; MC: 108–234 g                                    | VU          |
|         | Phascogale tapoatafa | (F.A. Meyer, 1793) | myszowór pędzloogonowy     | monotypowy | południowo-zachodnia i północno-zachodnia Australia Zachodnia, wschodni Queensland, północno-wschodnia Nowa Południowa Walia oraz Wiktoria | DC: 14,8–26 cm; DO: 16–23 cm; MC: 106–311 g                                  | NT          |

Kategorie IUCN:  NT  – gatunek bliski zagrożenia,  VU  – gatunek narażony.